# Erika Kartschoke
Erika Kartschoke (geb. Schmiedbauer; * 1937) ist eine deutsche Germanistin.

## Leben
Sie studierte Germanistik, Anglistik und Musikwissenschaft in Wien. Nach der Promotion 1961 war sie Lecturer am Bryn Mawr College (1961–1962). Sie war Lehrbeauftragte für Deutsch für Ausländer an der Universität Wien (1963–1964); wissenschaftliche Assistentin (Universität Heidelberg 1965, FU Berlin 1966), Akademische Rätin (FU Berlin 1967–1969), Professorin (FU Berlin seit 1969). Sie war Leiterin des Forschungsprojekts „Bilder von Liebe, Ehe und Familie in der Literatur des 15. und 16. Jahrhunderts“ (1986–2002).

## Schriften (Auswahl)
- Die Siedlungsnamen des unteren Innviertels. 1961. permalink.obvsg.at
- mit Thomas Cramer: Hans Sachs – Studien zur frühbürgerlichen Literatur im 16. Jahrhundert. Bern 1978, ISBN 3-261-03118-2.
- (Hrsg.): Repertorium deutschsprachiger Ehelehren der Frühen Neuzeit. Bd. I/1 Handschriften und Drucke der Staatsbibliothek zu Berlin Preußischer Kulturbesitz (Haus 2). Berlin 1996, ISBN 3-05-002841-6.
- mit Ulrike Gaebel (Hrsg.): Böse Frauen – gute Frauen. Darstellungskonventionen in Texten und Bildern des Mittelalters und der Frühen Neuzeit. Trier 2001, ISBN 3-88476-479-9.
- (Hrsg.): Repertorium deutschsprachiger Ehelehren der Frühen Neuzeit. Bd. I/2 Erstdrucke in Berliner Bibliotheken. Berlin 2024,  ISBN 978-3-11-128520-7.